# Neostethus palawanensis
Neostethus palawanensis är en fiskart som först beskrevs av Myers, 1935.  Neostethus palawanensis ingår i släktet Neostethus och familjen Phallostethidae. Inga underarter finns listade i Catalogue of Life.